# Пауеллс-Кроссроудс (Теннессі)
Пауеллс-Кроссроудс (англ. Powells Crossroads) — місто (англ. town) в США, в окрузі Меріон штату Теннессі. Населення — 1296 осіб (2020).

## Географія
Пауеллс-Кроссроудс розташований за координатами 35°11′4″ пн. ш. 85°29′5″ зх. д. / 35.18444° пн. ш. 85.48472° зх. д. (35.184424, -85.484611).  За даними Бюро перепису населення США в 2010 році місто мало площу 13,04 км², уся площа — суходіл.

## Демографія
Згідно з переписом 2010 року, у місті мешкали 1322 особи в 506 домогосподарствах у складі 385 родин. Густота населення становила 101 особа/км².  Було 554 помешкання (42/км²).
Расовий склад населення:
| - 98,5 % — білих - 0,2 % — корінних американців - 0,2 % — чорних або афроамериканців |

До двох чи більше рас належало 1,1 %. Частка іспаномовних становила 0,7 % від усіх жителів.
За віковим діапазоном населення розподілялося таким чином: 25,1 % — особи молодші 18 років, 61,0 % — особи у віці 18—64 років, 13,9 % — особи у віці 65 років та старші. Медіана віку мешканця становила 38,3 року. На 100 осіб жіночої статі у місті припадало 94,1 чоловіків;  на 100 жінок у віці від 18 років та старших — 91,9 чоловіків також старших 18 років.
Середній дохід на одне домашнє господарство  становив 64 171 долар США (медіана — 58 750), а середній дохід на одну сім'ю — 68 763 долари (медіана — 65 833). Медіана доходів становила 55 417 доларів для чоловіків та 34 500 доларів для жінок. За межею бідності перебувало 6,4 % осіб, у тому числі 9,0 % дітей у віці до 18 років та 9,6 % осіб у віці 65 років та старших.
Цивільне працевлаштоване населення становило 633 особи. Основні галузі зайнятості: освіта, охорона здоров'я та соціальна допомога — 27,8 %, виробництво — 20,5 %, роздрібна торгівля — 11,2 %, транспорт — 9,6 %.